# Salle omnisports Cheraga
 (juillet 2024).
Si vous disposez d'ouvrages ou d'articles de référence ou si vous connaissez des sites web de qualité traitant du thème abordé ici, merci de compléter l'article en donnant les références utiles à sa vérifiabilité et en les liant à la section « Notes et références ».
La Salle omnisports Belakhdar Tahar (en arabe : قاعة بلخضر الطاهر الرياضية) est un équipement sportif situé à Chéraga, en Algérie.
La capacité de cette arène est de 3 000 spectateurs.

## Événements importants
- Championnat d'Afrique des nations de handball masculin 2014